# Rua Francisca Júlia
A rua Francisca Júlia é um logradouro do município de São Paulo, SP, Brasil.
Essa rua começa na Rua Voluntários da Pátria, na zona norte, liga-se a vias do Alto de Santana, como Rua Pontins, Rua Paulo Gonçalves, Rua Alphonsus de Guimaraens, Rua Ana Benvinda de Andrade, Rua Maria Rosa de Siqueira, passa por duas praças e termina na Rua Augusto Tolle.

## Quem Foi Francisca Júlia?
Francisca Júlia da Silva Munster, era uma poetisa brasileira, nasceu na antiga Vila de Xiririca, hoje Eldorado, no Vale do Ribeira, São Paulo. Colaborou  no Correio Paulistano e no Diário Popular. 

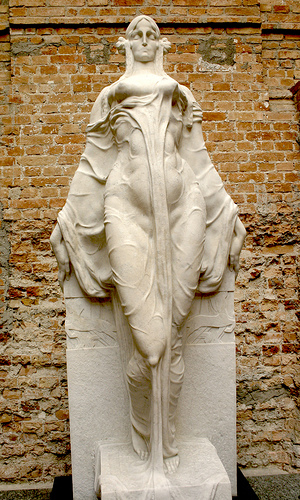
Escultura Musa Impassível. Créditos: Leandro Lanzoni.

Em 1923 o Senado aprovou a implantação da estátua "Musa Impassível" sobre o seu túmulo no Cemitério do Araçá, esculpida em por Victor Brecheret. Atualmente a estátua situa-se na Pinacoteca de São Paulo.

Outros autores simbolistas foram homenageados também com ruas do Alto de Santana, existindo as esquinas Rua Francisca Júlia x Rua Alphonsus de Guimaraens e Rua Francisca Júlia x Rua Paulo Gonçalves.

## Características
A rua Francisca Júlia é uma das mais importantes do alto de Santana. Possui grande concentração residencial. Destaca-se por seus edifícios de classe média-alta e classe alta. 
Na sua extensão, encontram-se bares, lojas, restaurantes e aproximadamente 23 edifícios residenciais. Também situam-se a Associação Arautos do Evangelho do Brasil‎ e o Sindicato dos Empregados de Edifício de São Paulo‎.

## Fotos da rua
|  |  |  |  |
|  |  |  |  |